# Mbweni
Mbweni és una secció administrativa del districte de Kinondoni a la regió de Dar al-Salaam de Tanzània. Segons el cens del 2002 tenia 3.475 habitants. És notable per les ruïnes d'una gran mesquita del segle xiv o XV amb tres pilars centrals. Hi ha també un gran cementiri annex, amb diverses tombes molt decorades amb escultures complicades de vers el segle xv o XVI. Hi ha una tomba amb pilar que data de vers el 1350. Finalment una tomba petita porta una inscripció commemorant a Masud ibn Sultan Shafi Ali ibn Sultan Muhammad al-Barawi, mort el 1888, d'una cèlebre família religiosa, i que és objecte de culte.